# Igreja da Misericórdia (Praia)
A Ermida da Misericórdia da Vila da Praia, localiza-se no centro da Vila da Praia, no concelho de Santa Cruz da Graciosa, na ilha Graciosa, nos Açores. Pertence à Santa Casa da Misericórdia da Praia da Graciosa.

## História
Remonta um primitivo templo, erguido no século XVI, cuja existência encontra-se referida por Gaspar Frutuoso.
Terá sido saqueada em fevereiro de 1691, quando do assalto à povoação por cerca de 50 corsários ingleses. Munidos com armas de fogo e facas de ponta, assassinam o meirinho da alfândega, aprisionam diversas autoridades e roubam as igrejas e as habitações, causando a fuga dos habitantes.
O atual templo resulta de uma reconstrução, concluída em 1812, conforme inscrição no seu frontispício
De acordo com os estatutos da irmandade da Santa Casa de Misericórdia da Praia, aprovados por alvará de 26 de maio de 1905, calcula-se que esta instituição de beneficência tenha sido fundada entre 1600 e 1630, por vários benfeitores locais que lhe legaram as suas reduzidas rendas. Ignora-se, no entanto, a data precisa da fundação do hospital e da ermida,
Sabe-se, porém, que foi a irmandade que mandou levantar o templo em cumprimento de antigos legados pois ainda agora, segundo a alínea "d" dos respectivos estatutos, compete-lhe "realizar anualmente, em respeito a antigos legados, as festividades em honra do Senhor Jesus da Misericórdia, da Virgem e Mártir Santa Luzia e da Rainha Santa Isabel".
No dia 3 de novembro de cada ano nela reza-se uma missa, em sufrágio dos fundadores e instituidores da Santa Casa da Misericórdia da Praia.

## Características
A imagem do Senhor encontra-se no centro do altar, ladeada pelas das duas referidas Santas. De resto, poucas referências há a seu respeito. Félix José da Costa alude a este templo muito de passagem quando trata dos estabelecimentos pios daquela mesma ilha.